# Religion and Gun Practice
Religion and Gun Practice (con il sottotitolo The Way of the West) è un cortometraggio muto del 1913 sceneggiato e diretto da William Duncan da una storia di William A. Corey.

## Produzione
Il film fu prodotto dalla Selig Polyscope Company.

## Distribuzione
Distribuito dalla General Film Company, il film - un cortometraggio di una bobina - uscì nelle sale cinematografiche statunitensi il 26 maggio 1913.